# Трофимов, Александр Николаевич
Алекса́ндр Никола́евич Трофи́мов (31 августа 1956, Симферополь, Крым) — российский режиссёр кино и телевидения.

## Биография
Александр Трофимов родился 31 августа 1956 года в Днепропетровске. В 1978 году окончил физический факультет Симферопольского университета, в 1986 — ГИТИС (специальность режиссура драмы, мастерская А. Эфроса и А. Васильева). С 1986 снимает кино в качестве режиссера-постановщика, участвуя в написании всех сценариев к своим фильмам.
С 1991 год по 1992 работал в Студии им. А. М. Горького, АО «Пирамида». С 1994 по 2003 режиссер телепрограммы «Клуб путешественников». С апреля 2004 режиссер «Top World Studio». Трэвел-проекты «Путешествие в Россию», «Большое Путешествие», «Следопыт» (о лесных походах, для телеканала «Охота и рыбалка», Стрим ТВ); архитектурно-развлекательная программа «Проект мечты» (телеканал «Усадьба», Стрим ТВ); медицинский телепроект «История болезней» об истории легендарных недугов человечества, «Зеленая аптека» (о лечебных свойствах растений). С февраля 2006 по февраль 2008 режиссер-постановщик документальных фильмов «Top World Studio», студии «АртЛинкИнтер», студии «Центр национального фильма». Снял три фильма о Первой мировой войне под общим названием «Война в стиле модерн».
В настоящее время главный режиссёр на программе «Искатели», телеканал «Культура».

## Фильмография
- 1990. «Царские ручьи» (Короткометражный художественный фильм), Мосфильм.
- 1992. «Шальная баба» (Полнометражный художественный фильм), Студия им. А. М. Горького
- 1993. «Соло» (об уникальном крымском скалолазе Юрии Лишаёве)
- 1994. «Путешествие на Марсе»
- 1996. «Подземный Крым» (Телесериал)
- 1998. «Звезды ОРТ на острове Пасхи»
- 2000. «В гостях у Тура Хейердала»
- 2001. «Острова счастливых»
- 2001. «Севастопольский гамбит»
- 2004. «Путь к дольмену» (Документальный фильм)
- 2005. «В поисках древнегреческого Титаника» (Документальный фильм)
- 2006. «Соловки историка Морозова»
- 2007. Документальный фильм «Зов моря», «Песня о полёте», «Стать львом» (студия ЦНФ), «Сигнальный огонь» (студия ЦНФ)
- 2008. «Война в стиле модерн» (трилогия о Первой мировой войне); «Город-призрак»
- 2011. «Формула вершин» (Документальный фильм)
- 2012. «Ночлежка» (Документальный сериал из жизни бездомных)
- 2013. «История моей бабушки» (Документальный фильм, совместно с Натальей Бесхлебной)
- 2014. «Северная история»
- 2016. «Маяки Гипербореи» Товарищество Северного мореходства.
- 2017. Автор сценария фильма посвященного удачному побегу с Соловков в 1924 году «Переход» (совместно с А. Ходоновой и О. Фоминой, руководитель проекта Юрий Арабов).
- 2018 "Один день Владимира Петровича", документальный
- 2019. «Всходы коммунизма на Терском берегу Белого моря». документальный
- 2020. «Пропасть моего окна» игровой , короткометражный, игровой
- 2022 " Прощай, Труди!", короткометражный, игровой
- 2024. «Поморская сага», полнометражный, документальный.

## Признание
- 1996. Лауреат 27-го Фестиваля альпийских фильмов в Швейцарии (Дьяблере). Дипломы за фильмы «Соло», «Иван», а также диплом первого русского режиссера на кинофестивале.
- 2001. Приз «Тэфи» ТВ программе «Клуб путешественников»
- 1998. Приз за лучшую режиссуру на фестивале «Вертикаль», номинация «Человек и скалы», за фильм «Соло»
- 2005 Дипломант 4-го Московского международного фестиваля «Золотой дельфин», за фильм «В поисках древнегреческого Титаника».
- 2007. Специальный приз фестиваля «Золотой дельфин», за фильм «Зов моря».
- 2010. Победитель конкурса проектов «Личное отношение — 2010» с фильмом «Катюша» (игровой, короткометражный).
- 2012. Специальный приз фестиваля «Соль земли» за документальный фильм «История моей бабушки» (совместно с Натальей Бесхлебной).
- 2016. Почетная грамота Министра РФ по связи и массовым коммуникациям «За заслуги в развитии связи, информационных технологий и массовых коммуникаций, многолетний плодотворный труд»
- 2018. Финалист (шорт-листер) II Международного кинофестиваля стран Арктики «Arctic Open», с фильмом «Один день Владимира Петровича».
- 2019. Финалист (шорт-листер) Международного   кинофестиваля «Победили вместе» с фильмом «Небесная Кача»
- 2019. Финалист (шорт-листер) Третьего Международного кинофестиваля стран Арктики «Arctic Open», с фильмом «Всходы коммунизма на Терском берегу Белого моря»
- 2020. Финалист(шорт-листер) Direct Monthly Online Film Festival с фильмом . «Пропасть моего окна» игровой , короткометражный.
- 2020. Лауреат 17 - го Международного кинофестиваля «Море зовет», Санкт Петербург. Приз за фильм «Северная история».
- 2020. Лауреат 12 - го Международного кинофестиваля "Северный характер". Мурманск. Приз за фильм  «Всходы коммунизма на Терском берегу Белого моря».
- 2021  Лауреат 18 - го Международного фестиваля морских и приключенческих фильмов "Море зовет!". Приз за фильм  «Всходы коммунизма на Терском берегу Белого моря».
- 2024. Финалист(шорт-листер) VIII Межнационального телекиноконкурса «Родные тропы», Москва. Фильм «Поморская сага».
- 2024. Финалист(шорт-листер) VIII Международного кинофестиваля «ARCTIC OPEN» в г. Архангельске. Фильм «Поморская сага».

Член Союза кинематографистов, Гильдии кинорежиссеров с 2002.